# Norbert Wiedmer
Norbert Wiedmer (* 1953 in Bern) ist ein Schweizer Dokumentarfilmer.

## Leben
Wiedmer hat in Paris und an der Hochschule für Fernsehen und Film München studiert, wo er von 1980 bis 1982 auch als Assistent arbeitete. Seit 1982 ist er freischaffender Autor, Regisseur und Produzent.
1982 gründete er die Produktionsfirma Biograph Film. Im Jahre 2000 wurde er für seinen Film Schlagen und Abtun mit dem Filmpreis des Kantons Bern und dem Schweizer Filmpreis in der Kategorie „Bester Dokumentarfilm“ geehrt. Zusammen mit Peter Guyer realisierte er den Dokumentarfilm Sounds and Silence (2009), der ebenfalls mit dem Berner Filmpreis 2009 prämiert und für den Schweizer Filmpreis 2010 nominiert wurde.
Wiedmer ist Mitglied der Schweizer Filmakademie.

## Filmografie
- 1978: Pinguin, Beruf Pantomime (Regie, Kamera)
- 1979: Fünf Minuten Ende der Welt (Regie, Kamera), D-Prädikat: „besonders wertvoll“
- 1980: Weihnachtssafari (Regie)
- 1981: Die Konsumkathedrale (Regie, Schnitt)
- 1982: Wunden und Narben (Regie, Schnitt)
- 1982: Faustpfand (Regie)
- 1984: Das Märchen vom Zigarrenkönig (Regie, Schnitt), Int. Dokumentarfilmfestival Nyon CH: Prix spécial du jury
- 1987: Alpenglühn (Regie, Kamera, Schnitt), Filmpreis des Kantons Bern
- 1994: Aufbruch (Regie, Kamera), Filmpreis des Kantons Bern
- 1994: Ein Frosch, der Kuss, zwei Könige (Regie, Kamera), Eidg. Filmprämie EDI
- 1996: Besser und besser (Regie, Kamera), u. a. Int. Dokumentarfilmfestival Leipzig (D): 1. Preis: „Goldene Taube“ und Prix FIPRESCI Int. Dokumentarfilmfestival Nyon CH: Prix du meilleur longmétrage, Eidg. Filmprämie EDI, Filmpreis des Kantons Bern
- 1999: Schlagen und Abtun (Dokumentarfilm: Regie), Schweizer Filmpreis 2000 für den besten Dokumentarfilm, Filmpreis des Kantons Bern
- 2001: Juntos (Regie, Kamera), Filmpreis des Kantons Bern
- 2002: Behind Me – Bruno Ganz (Regie), Filmpreis des Kantons Bern
- 2004: Bruno Ganz, Stationen einer Karriere (Regie)
- 2005: Blau (Regie, Kamera), Uraufführung Locarno 2005, „Semaine de la critique“
- 2009: Sounds and Silence (Dokumentarfilm: Regie, Drehbuch, Kamera)
- 2010: Meisterträume – Eine Berner Fussballgeschichte (Regie, Kamera)
- 2011: El encuentro – Ein Film für Bandoneon und Cello (Regie, Kamera)
- 2015: Mitten ins Land (Regie, Kamera)
- 2023: Bratsch – Ein Dorf macht Schule (Regie, Kamera), Filmpreis des Kantons Bern 2023